# 正規部分群
数学、とくに抽象代数学における正規部分群（せいきぶぶんぐん、英: normal subgroup）は、群の任意の元による内部自己同型のもとで不変な部分群である。正規部分群は、与えられた群から剰余群を構成するのに用いることができる。
正規部分群の重要性を最初に明らかにしたのはエヴァリスト・ガロアである。

## 定義
群 G の部分群 N が正規部分群であるとは、共役変換によって不変、すなわち N の任意の元 n と G の任意の元 g に対して、元 gng−1 が再び N に属するときにいう。これを
{\displaystyle N\trianglelefteq G\quad (\iff \forall n\in {N},\,\forall g\in {G},\,gng^{-1}\in {N})}
で表す。任意の部分群について、以下の条件はどれも上記の正規性の条件と同値である。このため、これらの条件のどれかを正規部分群の定義にしてもよい。
- G の任意の元 g に対して gNg−1 ⊆ N が成り立つ。
- G の任意の元 g に対して gNg−1 = N が成り立つ。
- G における N を法とする左剰余類全体の成す集合と右剰余類全体の成す集合とが一致する。
- G の任意の元 g に対して gN = Ng が成立する。
- N は G の共役類の和集合である。
- G 上定義された群準同型で N をその核に持つものが存在する。

最後の条件は正規部分群の重要性の一端を示すもので、ある群の上で定義される準同型写像全体を内部的に分類する方法を与えている。たとえば、単位群でない有限群が単純（自分と単位群以外には正規部分群を持たない群）となるための必要十分条件はその群が自明(全ての元を単位元に写す準同型)でない任意の自己準同型の像と同型となることであり、有限群が完全群となるための必要十分条件はそれが素数指数の正規部分群を持たないことであり、また群が不完全群となるための必要十分条件は、その導来部分群がいかなる真の正規部分群をも補群として持たないことである。

## 例
- 単位元のみからなる群 {e} と、群 G それ自身は、常に G の正規部分群となる。{e} を特に「自明な部分群」と言う。群 G は、自明な部分群と自身以外に正規部分群を持たないとき、単純群であると言う。
- 群の中心は正規部分群になる。
- 交換子部分群は正規部分群になる。
- より一般的に、特性部分群は正規部分群である。共役写像は自己同型であるためである。
- アーベル群 G の任意の部分群 N は正規部分群になる。式 gN = Ng が常に成立するためである。一方、非アーベル群だが、任意の部分群が正規部分群である群が存在し、ハミルトン群（英語版）という。
- 任意次元の並進群（平行移動の集合のなす群）は、ユークリッド群（平行移動、回転、鏡像などのなす群）の正規部分群である。たとえば、「三次元の回転、平行移動、逆方向への回転」の結果は、単なる平行移動と見なせる。「鏡映、平行移動、反対への鏡映」も、単なる平行移動になる。
- ルービックキューブ群（英語版）においては、角のピースのみを変更する操作の群が正規部分群となる。

## 性質
- 部分群の正規性は、全射準同型で保たれる。また、逆像をとる操作によっても保たれる。
- 正規性は群の直積をとる操作によっても保存される。
- 正規部分群の正規部分群は、もとの群の正規部分群であるとは限らない。すなわち、正規性は推移的ではない。しかしながら、正規部分群の特性部分群はもとの群の正規部分群である。また中心因子の正規部分群はもとの群においても正規であり、特に直積因子の正規部分群は下の群でも正規部分群となる。
- 部分群の指数 が2 である任意の部分群は正規部分群である。一般に、有限指数 n をもつ G の部分群 H は、その正規核と呼ばれる、G における指数が n! を割り切るような G の正規部分群 K を含む。特に、p が G の位数を割り切る最小の素数である場合、指数 p の任意の部分群は正規部分群である。

### 正規部分群の束
群 G の正規部分群全体の成す集合は、集合の包含関係に関して {e} を最小元、G を最大元として持つ束を成す。G の正規部分群 N と M が与えられたとき、N と M の「交わり」が
{\displaystyle N\wedge M:=N\cap M}
で定義され、「結び」が
{\displaystyle N\vee M:=NM=\{nm\mid n\in N\,,m\in M\}}
で定義される。この束は完備かつモジュラーである。

## 正規部分群と準同型
N が G の正規部分群ならば、剰余類の間の乗法を
(a1N)(a2N) := (a1a2)N
によって定義することができる。これにより、剰余類の全体を剰余群 G/N とよばれる群とすることができる。群 G と剰余群 G/N との間には、π(a) := aN で定義される（射影、あるいは商写像と呼ばれる）自然な全射準同型 π: G → G/N が存在する。自然な準同型 π による N の像 π(N) は、G/N の単位元である剰余類 eN = N のみを含む一元集合 {N} である。
一般に、準同型 f: G → H は G の部分群を H の部分群に写す。また、H の任意の部分群の原像（逆像）は G の部分群となる。H の自明な部分群 {e} の準同型 f による逆像 f−1({e}) を、準同型 f の核と言い、記号 ker(f) で表す。さらに、核はつねに正規部分群であり、G の像 f(G) と、商群 G/ker(f) はつねに同型である（第一同型定理を参照）。実は、この同型対応は G の剰余群全体の成す集合と G の準同型像の同型類全体の成す集合との間の全単射を与えている。これと、商写像 f: G → G/N の核が N それ自身であることはすぐにわかるから、まとめると G の正規部分群はすべて G を定義域とするなんらかの群準同型の核として得られることが示せる。